# Cv Iguatemi (V-16)
A Cv Iguatemi foi uma corveta operada pela Marinha do Brasil da Classe Imperial Marinheiro.
Foi o terceiro navio a ostentar esse nome na Marinha do Brasil, em homenagem ao rio homônimo situado no Mato Grosso. As Corvetas Classe Imperial Marinheiro foram idealizadas e mandadas construir pelo Almirante Renato de Almeida Guillobel, em sua gestão a frente do Ministério da Marinha. Foi construída pelo estaleiro Zaandamsche Scheepsbower Mig N.V., Holanda. Teve sua quilha batida em 21 de dezembro de 1953, foi lançada ao mar em 17 de dezembro de 1954 e foi incorporada em 19 de setembro de 1955. Naquela ocasião, assumiu o comando, o Capitão-de-Corveta Jorge da Cruz Soares. Foi baixada em 28 de julho de 1995, ficando na reserva.